# Distichium
Distichium es un género de musgos perteneciente a la amilia Archidiaceae. Comprende 30 especies descritas y de estas solo 16  aceptadas.

## Taxonomía
El género fue descrito por Bruch & Schimp. y publicado en Bryologia Europaea 2: 153 (fasc. 29–31. Mon. 1.). 1846.

## Especies aceptadas
A continuación se brinda un listado de las especies del género Distichium aceptadas hasta febrero de 2015, ordenadas alfabéticamente. Para cada una se indica el nombre binomial seguido del autor, abreviado según las convenciones y usos.
- Distichium asperrimum Müll. Hal.
- Distichium austroinclinatum Müll. Hal.
- Distichium brachyphyllum Müll. Hal.
- Distichium brachystegium Müll. Hal.
- Distichium brevifolium Müll. Hal.
- Distichium brevisetum C. Gao
- Distichium bryoxiphioidium C. Gao
- Distichium capillaceum (Hedw.) Bruch & Schimp.
- Distichium crispatum Müll. Hal.
- Distichium hagenii Ryan ex H. Philib.
- Distichium inclinatum (Hedw.) Bruch & Schimp.
- Distichium lorentzii Müll. Hal.
- Distichium remotifolium Müll. Hal.
- Distichium setifolium Müll. Hal.
- Distichium strictifolium Müll. Hal.
- Distichium vernicosum Müll. Hal.